# Henri Arnaud (athlétisme)
Pour les articles homonymes, voir Henri Arnaud et Arnaud.
Henri Auguste Arnaud (né le 16 avril 1891 à Paris et décédé le 14 février 1956 à Pleubian, Côtes-du-Nord) est un ancien athlète français, spécialiste des épreuves de demi-fond.

## Biographie
Il participe à l'épreuve du 1 500 mètres lors des Jeux olympiques de 1912 et atteint la finale sans toutefois parvenir à remporter une médaille. 
Il est mobilisé pour prendre part à la Première Guerre mondiale, le 1er août 1914, et est incorporé au sein du 172e régiment d’infanterie. Il sera rapidement transféré au 323e régiment d'infanterie. Le 5 avril 1916, il est blessé lors d'une attaque chimique au Fort de Vaux. Après une rapide convalescence, il est transféré au 206e régiment d'infanterie le 21 juin 1916. Un peu plus d'un mois plus tard, il subit une nouvelle blessure lors d'un bombardement aérien près d'Avocourt dans la Meuse. Il est évacué du front et transféré en convalescence à Saintes. Fort de son passé d'athlète, il devient moniteur d'éducation physique au centre d'instruction de Saint-Cyr. En août 1917, il est affecté au sein du 1er Groupe d'aviation. Le 23 janvier 1918, il subit sa troisième blessure liée à la guerre en chutant de son avion près d'Avord. De cette blessure il en gardera des céphalées et des vertiges. À sa démobilisation en août 1919, il retourne vivre à Paris.